# 馬爾科·魯斯
馬爾科·魯斯（德語：Marco Russ；1985年8月4日—）是一位德國足球運動員。在場上的位置是後衛。現時已退役。